# Diass
Diass ist eine Gemeinde (commune) im Département Mbour der Region Thiès, gelegen im zentralen Westen Senegals.

## Geographische Lage
Diass liegt etwa mittig im Dreieck der Großstädte Rufisque, Thiès und Mbour an der Grenze zur Metropolregion Dakar, 40 Kilometer östlich von Dakar und 24 Kilometer südwestlich der Regionalpräfektur Thiès. Das Gemeindegebiet hat eine Fläche von 187,60 km². Benachbarte Kommunen sind im Uhrzeigersinn Keur Moussa und Notto im Norden, Sindia im Südosten, Popenguine-Ndayane an der Petite-Côte im Süden und im Westen Yenne.
Südöstlich des Hauptortes erhebt sich das Massif de Diass auf 90 Meter, was für das Land Senegal eine außerordentliche Höhe bedeutet.

## Geschichte
Das Dorf Diass war seit 1976 Hauptort einer Landgemeinde (communauté rurale). Im Jahr 2014 erhielt Diass, wie in Senegal alle communautés rurales, den landesweit einheitlichen Status einer Gemeinde (commune). 

## Bevölkerung
Die letzten Volkszählungen ergaben jeweils folgende Einwohnerzahlen:
| Jahr | Einwohner |
| ---- | --------- |
| 2002 | …         |
| 2013 | 30.396    |
| 2023 | 41.433    |

## Verkehr und Infrastruktur
Durch Diass führt die Nationalstraße N 1. Sie verbindet die Stadt über Diamniadio, Rufisque und Pikine mit der Hafenmetropole Dakar im Westen und in Richtung Osten führt sie durch das Erdnussbecken mit den Städten Saly Portudal, Mbour, Fatick, Kaolack, Birkelane, Kaffrine, Malem Hodar, Koumpentoum und Tambacounda und sie endet in Kidira an der malischen Grenze. Durch den Osten des Gemeindegebietes führt die mautpflichtige Autoroute 1, die etwa parallel zur N1 verläuft und vorläufig bis Kaolack projektiert ist. Direkt westlich der Autobahn liegt auf einem Areal von knapp 1000 Hektar der im Dezember 2017 eröffnete Flughafen Dakar-Blaise Diagne.
Nordwestlich des Hauptorts wurde am 22. Mai 2022 in Anwesenheit von Staatspräsident Macky Sall und Bundeskanzler Olaf Scholz der Solarpark Diass (Centrale Solaire de Diass) in Betrieb genommen, ein Solarpark mit 23 MW Leistung, ausreichend für die Versorgung von 33.000 Haushalten mit elektrischem Strom.
Im Osten der Gemeinde liegt das Areal von Les Ciments Du Sahel, eines der drei Zementwerke Senegals mit seinen Steinbrüchen.